# Fractional Differential Calculus
Fractional Differential Calculus (FDC, Fractional Differ. Calc.), međunarodni je matematički časopis sa sjedištem u Zagrebu. U njemu se obrađuje tema fraktalnoga diferencijalnog računa, integralnog računa, fraktalne diferencijalne jednadžbe i odnosne teme. Posebice su raženi prinosi iz matematičke i numeričke analize fraktalnoga diferencijalnog računa u inženjerstvu i znanosti. Glavni urednici su Bashir Ahmad, Mokhtar Kirane, Josip Pečarić i Sabir Umarov. U uredništvu lista su znanstvenici iz više zemalja širom svijeta (Hrvatska, SAD, Francuska, Saudijska Arabija, Rusija, Jordan, Kazahstan, Turska, Irska, Italija, Kina, Španjolska, Brazil, Njemačka, Bugarska, Australija, Slovačka, Portugal, Ujedinjeno Kraljevstvo, Finska, Čile, Meksiko, Ukrajina, Poljska, Grčka, Alžir, Iran, Švedska, Kanada, Egipat, Tajland, Argentina. Prvi je broj izašao 2011. godine. FDC izlazi dvaput godišnje, u lipnju i prosincu.

## Vanjske poveznice
- Službene stranice